# Frank Ordenewitz
Frank Ordenewitz (Bad Fallingbostel, Alemanya, 25 de març de 1965) és un exfutbolista alemany. Va disputar 2 partits amb la selecció d'Alemanya.